# Richard Holmes (historien)
Pour les articles homonymes, voir Richard Holmes et Holmes.
Edward Richard Holmes, plus connu sous le nom de Richard Holmes, né le 29 mars 1946 et décédé le 30 avril 2011, est un soldat et historien militaire britannique, particulièrement connu du fait de ses nombreuses apparitions à la télévision. Il a été professeur de sciences militaires et de sécurité à l'Université de Cranfield de 1995 à sa mort.

## Œuvres
- Bir Hacheim: Desert Citadel (1971)  (ISBN 978-0-345-02405-3)
- The Little Field Marshal: A Life of Sir John French (1981)  (ISBN 978-0-224-01575-2)
- Firing Line, (1985)  (ISBN 978-0-224-02043-5)
- Acts of War: The Behaviour of Men in Battle, (1986)  (ISBN 978-0-02-915020-7)
- Civil War battles in Cornwall, 1642 to 1646 (Mercia, 1989)  (ISBN 0-948087-32-3)
- World Atlas of Warfare: Military Innovations That Changed the Course of History  (ISBN 978-0-670-81967-6)
- Riding the Retreat: Mons to Marne: 1914 Revisited, (1995)  (ISBN 978-0-224-03762-4)
- Battle, (1997)  (ISBN 978-0-7513-6057-8)
- The Western Front, (1999)  (ISBN 978-1-57500-147-0)
- World War II in Photographs, (2000)  (ISBN 978-1-84222-073-3)
- Battlefields of the Second World War, (2001)  (ISBN 978-0-563-53782-3)
- The First World War in Photographs, (2001)  (ISBN 978-1-84222-319-2)
- Redcoat: The British Soldier in the Age of Horse and Musket, (2001)  (ISBN 978-0-00-257097-8)
- Wellington: The Iron Duke, (2002)  (ISBN 978-0-00-713748-0)
- The D-Day Experience: From the Invasion to the Liberation of Paris, (2004)  (ISBN 978-1-84442-805-2)
- Tommy: The British Soldier on the Western Front, (2004)  (ISBN 978-0-00-713751-0)
- In the Footsteps of Churchill, (2005)  (ISBN 978-0-563-52176-1)
- The Napoleonic Wars Experience (2006)  (ISBN 978-0-233-00198-2)
- Sahib: The British Soldier in India 1750–1914, (2005)  (ISBN 978-0-00-713753-4)
- Dusty Warriors: Modern Soldiers at War, (2006)  (ISBN 978-0-00-721284-2)
- Battlefield. Decisive Conflicts in History, Oxford University Press, (2006)  (ISBN 978-84-344-1335-1)
- The World at War: The Landmark Oral History from the Previously Unpublished Archives, Ebury Press, (2007)  (ISBN 978-0-09-191751-7)
- Marlborough: England's Fragile Genius, (2008)  (ISBN 978-0-00-722571-2)
- Soldiers: Army Lives and Loyalties from Redcoats to Dusty Warriors, (2011)  (ISBN 978-0-00-722569-9)